# Uri
För andra betydelser, se Uri (olika betydelser).
Uri är en kanton i mellersta Schweiz kring floden Reuss. Huvudstad är Altdorf. Det är ett alplandskap där man främst lever av turism och av jordbruk i dalarna. Uri är en av de schweiziska urkantonerna i Schweiziska edsförbundet. Enligt legenden var denna kanton Wilhelm Tells hembygd. 

## Geografi

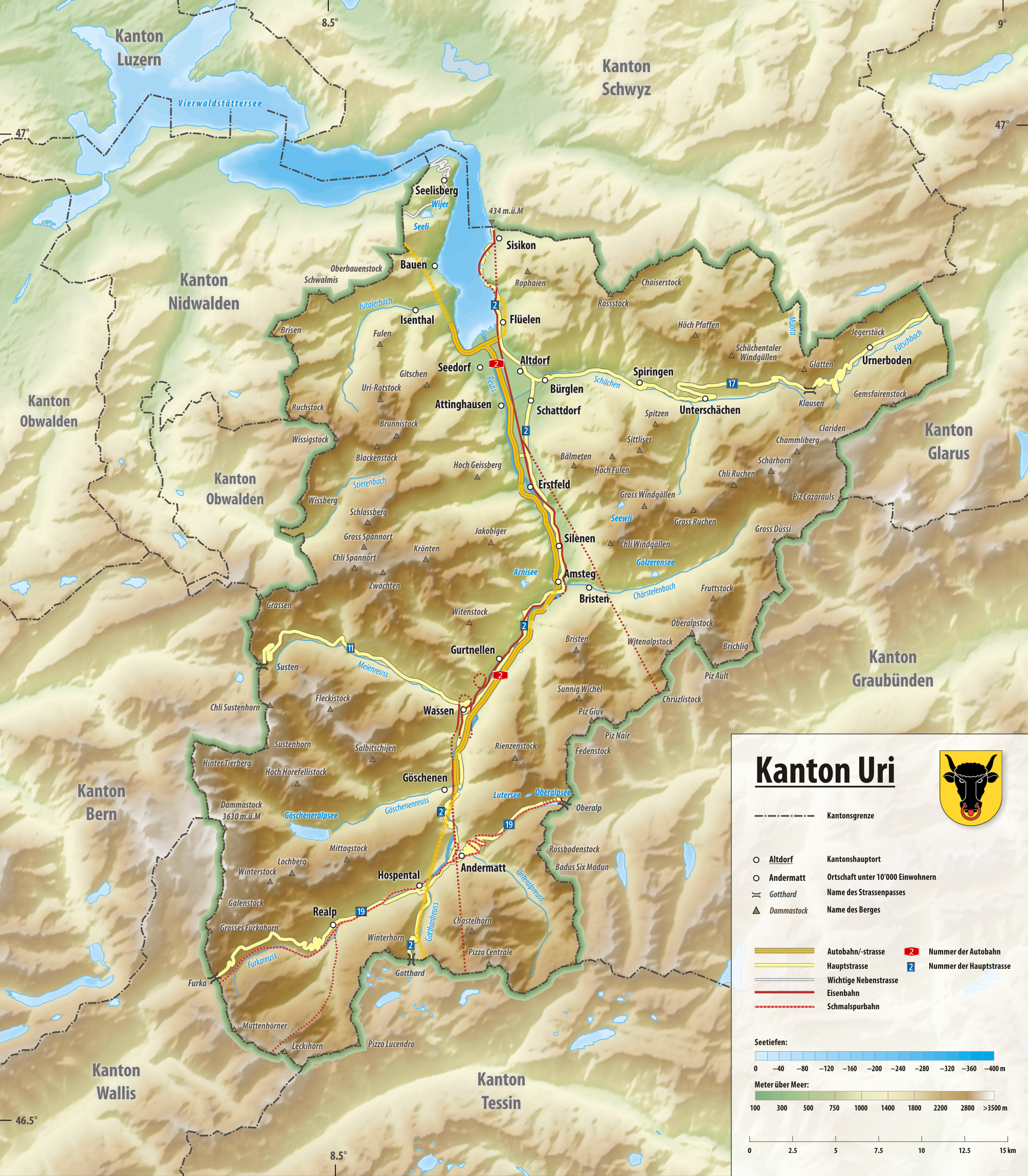
Topografisk karta över Uri

## Politik

### Parlament
Urner Landrat, lantrådet i Uri, är kantonens parlament. Lantrådet har 64 ledamöter som väljs på fyra år. Var och en av de tjugo kommunerna utgör en valkrets. Medan de valkretsar som har tre eller flera ledamöter har ett proportionellt valsätt, har de övriga valkretsarna majoritetsval.
| Politiskt parti                                                           | 2000 | 2004 | 2008 | 2012 | Ledamöter 2012                    |
| ------------------------------------------------------------------------- | ---- | ---- | ---- | ---- | --------------------------------- |
| Sozialdemokratische Partei der Schweiz (SP) och Schweiz gröna parti (GPS) | 10   | 10   | 10   | 11   | Sitzverteilung des Landrats 2012. |
| Schweiz kristdemokratiska folkparti (CVP)                                 | 30   | 29   | 24   | 23   | Sitzverteilung des Landrats 2012. |
| Schweiz frisinnade demokratiska parti (FDP)                               | 20   | 16   | 12   | 15   | Sitzverteilung des Landrats 2012. |
| Schweiziska folkpartiet (SVP)                                             | 4    | 9    | 18   | 15   | Sitzverteilung des Landrats 2012. |

### Regering
Uris regering kallas för regeringsrådet (Regierungsrat); regeringsråd är också titeln för de enskilda medlemmarna av regeringen. Ordföranden kallas Landamman, vice ordföranden Landesstatthalter. Regeringsrådet väljs direkt av väljarna för fyra år.
| Parti | Ansvarsområde                  |
| ----- | ------------------------------ |
| CVP   | Justitie                       |
| SVP   | Polis och försvar              |
| FDP   | Finanser                       |
| SP    | Byggnation                     |
| CVP   | Utbildning- och kultur         |
| FDP   | Sjukvård, socialvård och miljö |
| CVP   | Ekonom                         |

### Direktdemokrati
- Författnings- och lagändringar är underkastade obligatoriska folkomröstningar.
- Mot en av lantrådet fattat beslut kan 300 väljare kräva en folkomröstning.
- 600 väljare kan föreslå ändringar i eller upphävande av konstitutionella stadganden, lagar och parlamentariska beslut. Förslaget underställs sedan en folkomröstning.

## Administrativ indelning
Kantonen Uri är indelad i 19 kommuner sedan 2021.
| - Altdorf - Andermatt - Attinghausen - Bürglen - Erstfeld - Flüelen - Gurtnellen - Göschenen - Hospental - Isenthal | - Realp - Schattdorf - Seedorf - Seelisberg - Silenen - Sisikon - Spiringen - Unterschächen - Wassen |